# Forretningsfly
Et Forretningsfly (engelsk: business jet) er en flyvemaskine, som typisk forretningsrejsende benytter i stedet for et normalt rutefly eller andre transportmuligheder.

## Typer
Forretningsfly rækker fra fra propelfly med en eller to motorer og få siddepladser (eksempelvis Cessna 172 eller Piper PA-28) til turboprop-maskiner såsom Beechcraft King Air til store kommercielle konverterede jetfly såsom Boeing 747 eller Airbus A380.
I 1950'erne ombyggede William P. Lear et Lockheed Model 18 Lodestar-fly til det første Learstar forretningsfly. I slutningen af 1950'erne udviklede han sin idé om et tomotors forretningsfly, som kom på markedet i 1963 under betegnelsen Learjet 23. Konceptet var vellykket og Lear blev hurtigt efterfulgt af forskellige andre producenter. Den første Learjet havde fire passagersæder.
Cessna Citation-serien og Citation X-serien er de hurtigste forretningsfly på markedet. De større (og dyrere) jetfly fra Gulfstream Aerospace eller Falcon-serien fra Dassault Aviation såvel som Challenger- og Global-serien fra Bombardier Aerospace er også populære.

### Kategorier
Forretningsfly med jetmotorer er inddelt i forskellige kategorier, herunder er eksempelvis motorfabrikanten Rolls-Royces kategorisering.
| Klasse          | Kategori             | Maksimal take-off vægt                      | Eksempel                | Driftsomkostninger (per time) | Billede                 |
| --------------- | -------------------- | ------------------------------------------- | ----------------------- | ----------------------------- | ----------------------- |
| Microjet        | Very Light Jet (VLJ) | 5.000 – 10.000 lbs (~2.250 – ~4.500 kg)     | Cessna Citation Mustang | USD 850                       | Cessna Citation Mustang |
| Entry level     | Light jet            | 10.000 – 13.000 lbs (~4.500 – ~5.900 kg)    | Beechcraft Premier I    | USD 1.400                     | Beechcraft Premier I    |
| Light           | Business jet         | 13.000 – 20.000 lbs (~5.900 – ~9.050 kg)    | Learjet 40              | USD 1.800                     | Learjet 40              |
| Light Medium    | Midsize jet          | 20.000 – 33.000 lbs (~9.050 – ~15.000 kg)   | Gulfstream G100         | USD 2.000                     | Gulfstream G100         |
| Medium          | Midsize jet          | 33.000 – 50.000 lbs (~15.000 – ~22.650 kg)  | Gulfstream G200         | USD 2.500                     | Gulfstream G200         |
| Long range      | Long range jet       | 50.000 – 80.000 lbs (~22.650 – ~36.250 kg)  | Gulfstream G400         | USD 4.000                     | Gulfstream G400         |
| Very long range | Very long range jet  | 80.000 – 100.000 lbs (~36.250 – ~45.350 kg) | Gulfstream G500         | USD 4.000                     | Gulfstream G500         |
| Bizliner        | Very long range jet  | > 100.000 lbs (> ~45.350 kg)                | BBJ, ACJ                | USD 6.000                     | Boeing Business Jet     |

## Fordele
De højere omkostninger ved denne type transportmiddel bliver i bedste fald kompenseret gennem:
- Prestigen ved et privatfly.
- Tidsbesparelsen ved direkte flyvninger og reduceret ventetid.
- En uforstyrret rejse der kan benyttes til arbejde eller mødeaktivitet.
- En fleksibilitet der muliggør en hurtig ændring af rejseplanerne.
- De fleste forretningsfly kan lande og lette fra regionale lufthavne og på den måde kan minimere unødvendig landtransport.

## Brug
Der er flere koncepter for drift og brug af forretningsfly:
- Privatfly: Den rejsende eller virksomheden ejer et fly eller en flyflåde som bliver fløjet af en selv eller en pilot.
- Executive Business Charter: Den rejsende eller virksomheden chartrer et fly og besætning.
- Flydeling (Anpartsselskab): Den rejsende køber en andel af et fly eller et flyfirma som giver råderet over et antal flyvetimer.

## Fremtid
Fremtiden kan komme til at byde på en hel ny type supersoniske forretningsfly, men problemer med flere af de eksisterende projekter såsom Sukoj S-21, Tupolev Tu-444 allerede er droppet, men andre projekter såsom Aerion SBJ eller HyperMach SonicStar.